# 학습 스타일
학습 스타일은 개인의 학습 차이를 설명하는 것을 목적으로 하는 경쟁적이고 경쟁적인 이론의 범위를 말한다. 많은 이론들은 인간을 그들의 '학습 스타일'에 따라 분류할 수 있다는 명제를 공유하지만, 제안된 스타일을 어떻게 정의하고 분류하고 평가해야 하는지에 대해서는 차이가 있다. 일반적인 개념은 개개인이 배우는 방법에 있어서 다르다는 것이다.
개별화된 학습 방식에 대한 아이디어는 1970년대에 대중화되었고, 일부 연구자들로부터 그 아이디어가 받아들여졌다는 비판에도 불구하고 교육에 큰 영향을 미쳤다.지지자들은 교사들이 학생들의 학습 스타일을 평가하고 각 학생들의 학습 스타일에 가장 잘 맞도록 교실 방법을 수정하기 위해 필요 분석을 실시해야 한다고 권고한다.
개인이 정보수신을 선호하는 방식에 대해 선호도를 나타낸다는 증거는 충분하지만, 교육에서 학습방식을 사용하는 데 있어 타당성을 발견한 연구는 거의 없다. 비평가들은 개별 학생의 학습 스타일과 특정 학습 스타일에 대한 가르침이 더 나은 학생 결과를 낳는다는 일관된 증거가 없다고 말한다. 그들은 종종 이것을 교육에서 신경쇠약이라고 언급한다.학습 과제에 대해 "1대 1 패션의 차이에 대응"하도록 강요하는 것과 관련된 경험적, 교육학적 문제의 증거가 있다. 잘 설계된 연구는 학생의 학습 스타일에 적합하다고 판단되는 방법으로 가르치면 학생들이 가장 잘 배울 것이라는 널리 퍼져 있는 "meshing hypothesis "과 모순된다. 그들은 또한 교사들이 학생들의 학습 스타일을 정확하게 평가할 수 없다는 것을 보여준다.
광범위한 연구 기관을 검토한 과학자들로부터 학습 스타일의 접근법에 대한 상당한 비판이 있다. 2015년 동료 평가리뷰 기사는 "학습 스타일 이론은 아직 구체화되지 않았으며, 학생들이 그것을 확실히 알도록 하는 것은 우리의 책임이다"라고 결론지었다.

## 모델 개요
많은 다양한 학습 스타일 모델이 있다; 한 문헌 리뷰는 71개의 다른 모델을 확인했다. 아래에는 몇 가지 모델만 설명되어 있다.

### David Kolb의 모델
데이비드 A. Kolb의 모델은 그의 저서 Experiential Learning에서 설명했듯이 그의 경험적 학습 모델을 기반으로 한다. Kolb의 모델은 경험 파악에 대한 두 가지 관련 접근법을 개략적으로 설명한다. 구체적 경험과 추상적 개념화, 그리고 경험의 변혁에 대한 두 가지 관련 접근법, 즉 반사적 관찰과 능동적 실험. Kolb의 모델에 따르면 이상적인 학습 과정은 상황적 요구에 대응하여 이 네 가지 모드를 모두 참여시킨다; 그것들은 경험에서 관찰, 개념화, 실험, 그리고 다시 경험에 이르는 학습 사이클을 형성한다. Kolb가 가정하는 학습이 효과적이 되려면 이 네 가지 접근법이 모두 통합되어야 한다. 개인이 네 가지 접근방식을 모두 사용하려고 할 때, 그들은 하나의 경험-grasping 접근법과 하나의 경험-변환 접근법에 강점을 개발하는 경향이 있어, 그들은 다음의 네 가지 학습 방식 중 하나를 선호하게 된다.
1. 수용자 = 구체적 경험 + 능동적 실험: "수동" 실천에 강하다(예: 물리치료사)
2. 컨버터 = 추상 개념화 + 능동적 실험: 이론의 실제적인 "수동" 적용에 강하다(예: 엔지니어)
3. 다이버저 = 구체적 경험 + 반성적 관찰: 상상력과 토론에 강한 (예: 사회복지사)
4. 동화자 = 추상 개념화 + 반사적 관찰: 강한 귀납적 추론과 이론의 창조(예: 철학자)

Kolb의 모델은 개인의 학습 스타일을 결정하는 데 사용되는 평가 방법인 학습 스타일 인벤토리를 만들었다. 이 모델에 따르면, 개인은 콜브의 경험적 학습 모델에서 학습에 대한 접근 방식에 따라 수용, 수렴, 분산 및 동화라는 네 가지 스타일 중 하나를 선호할 수 있다.
Kolb의 모델은 실질적인 경험적 지원을 통해 널리 받아들여지고 수년에 걸쳐 수정되었지만, 2013년 연구에서는 Kolb의 학습 스타일 인벤토리가 그 다른 약점들 중에서도 경험적 학습의 추상적/구체적 및 반사적/행동적 차원에 대해 개인을 잘못 이분화시킨다고 지적했다.(Heers-Briggs Type Indicator는 다른 맥락으로 이해된다..) 대신 이러한 차원을 이분법/이분법 변수가 아닌 연속형 변수로 취급할 것을 제안했다.

### Peter Honey and Alan Mumford의 모델
Peter Honey와 Alan Mumford는 Kolb의 경험적 학습 모델을 채택했다. 첫째, 그들은 경영 경험에 부합하도록 학습 주기의 단계 이름을 바꾸었다. 즉, 경험을 쌓고, 경험을 검토하고, 다음 단계를 계획하는 것이다. 둘째로, 그들은 다음과 같은 네 가지 학습 스타일에 맞춰 이러한 단계를 조정했다.
1. 활동가
2. 반사체
3. 이론가
4. 실용주의자

이 네 가지 학습 방식은 고정된 성격 특성이 아니라 마음대로 또는 변화된 상황을 통해 적응할 수 있는 습득된 선호로 가정한다. Honey and Mumford의 Learning Styles Question(LSQ)은 자체 개발 도구로, 매니저에게 학습 방법을 직접 묻지 않고 업무 관련 행동 체크리스트를 작성하도록 관리자를 초대해 Kolb의 Learning Style Regories와 다르다. 자체 평가를 완료한 관리자들은 다양한 일상 경험을 통해 학습할 수 있는 더 나은 장비를 갖추기 위해 활용도가 낮은 스타일을 강화하는 데 집중하도록 권장된다.
1999년 The Campaign for Learning에 의해 의뢰된 MORI 조사에서는 허니와 뭄포드 LSQ가 영국의 지방 정부 부문에서 선호되는 학습 스타일을 평가하는데 가장 널리 사용되는 시스템으로 밝혀졌다.

### 학습양식
Walter Burke Barbe와 동료들은 세 가지 학습 방식을 제안했다(흔히 약자 VAK로 식별됨).
1. 시각화 양식
2. 청각적 양식
3. 운동신경의 양식

| Visual    | Kinesthetic/tactile | Auditory  |
| --------- | ------------------- | --------- |
| Picture   | Gestures            | Listening |
| Shape     | Body movements      | Rhythms   |
| Sculpture | Object manipulation | Tone      |
| Paintings | Positioning         | Chants    |

Walter Burke Barbe와 동료들은 학습양식 강점을 독립적으로 또는 조합하여(연구에 따르면 가장 빈번한 양식의 장점은 시각적이거나 혼합되어 있지만), 시간이 지남에 따라 변화할 수 있으며, 나이와 통합될 수 있다고 보고했다. 그들은 또한 양식의 장점을 배우는 것은 선호와 다르다고 지적했다; 한 개인의 스스로 보고하는 양식 선호도가 경험적으로 측정된 양식의 강도와 일치하지 않을 수도 있다. 강점과 선호 사이의 이러한 단절이 후속 연구에 의해 확인되었다. 그럼에도 불구하고 일부 학자들은 VAK 모델을 비판해왔다. 심리학자 Scott Lilienfeld와 동료들은 VAK 모델을 많이 사용하는 것은 가성 과학이나 심리적인 도시 전설에 지나지 않는다고 주장해왔다.

### Neil Fleming's VAK/VARK 모델
Neil Fleming의 VARK 모델과 인벤토리는 바베큐와 동료의 VAK 모델과 신경 언어 프로그래밍의 대표 시스템(VAKOG)과 같은 감각 양식에 대한 이전의 개념으로 확장되었다. 플레밍의 모델에서 4가지 감각 양식;
1. 시각학습
2. 청각학습
3. 체육
4. 사회학습

플레밍은 시각 학습자들이 보는 것을 선호한다고 주장했다(그래프, 차트, 도표, 기호 등 단어 이외의 방법을 사용하여 아이디어를 표현하는 시각 보조 도구). 이후의 신경영상 연구는 시각적 학습자들이 단어를 뇌의 이미지로 변환하고 그 반대의 경우도 마찬가지라고 제안했지만, 일부 심리학자들은 이것이 "학습 스타일의 예가 아니라, 스타일로 나타나는 능력의 예"라고 주장해왔다.마찬가지로 플레밍은 청각 학습자가 듣기(강연, 토론, 테이프 등)를 통해 가장 잘 배우고 촉각/키네스테틱 학습자는 움직임, 감동, 행동(세계의 적극적인 탐구, 과학 프로젝트, 실험 등)을 통해 배우는 것을 선호한다고 주장했다. 학생들은 모델과 재고 목록을 사용하여 선호하는 학습 스타일을 파악할 수 있으며, 자신에게 가장 이익이 되는 모드에 집중함으로써 학습을 향상시킨다고 주장한다. 플레밍의 모델은 또한 두 종류의 다기능성을 가지고 있다. 이것은 모든 사람이 하나의 정해진 학습 방식만을 가지고 있는 것은 아니라는 것을 의미한다; 어떤 사람들은 그들이 선호하는 학습 방식을 구성하는 혼합물을 가지고 있을 수도 있다.

### Anthony Gregorc의 모델
Anthony Gregorc 와 Kathleen Butler  는 개인이 정보를 획득하고 처리하는 방식에 뿌리를 둔 서로 다른 학습 스타일을 설명하는 모델을 구성했다. 이 모델은 개인의 지각 능력이 그 개인의 특정한 학습 강점, 즉 학습 스타일의 기초가 된다고 주장한다.
이 모델에는 구체적이고 추상적인 두 가지 지각적 특성과 무작위적이고 순차적인 두 가지 순서적 능력이 있다. 구체적인 인식은 오감을 통한 정보 등록이 수반되는 반면 추상적인 인식은 볼 수 없는 사상, 자질, 개념의 이해를 수반한다. 두 가지 순서 능력에 관해서, 순차적 순서는 선형적이고 논리적인 방법으로 정보의 구성을 포함하며, 무작위 순서는 특정 순서가 아닌 청크로 정보의 구성을 포함한다. 모델은 각 개인에게 지각적 특성과 순서적 능력이 모두 존재한다고 주장하지만, 어떤 특성과 순서적 능력은 특정 개인 내에서 더 우세하다.
지배력에 기초한 지각적 질과 순서 능력의 조합은 4가지로 되어 있다: 구체적 순차, 추상적 무작위, 추상적 순차, 콘크리트 무작위. 이 모델은 서로 다른 조합을 가진 개인들이 서로 다른 방식으로 배운다고 주장한다. 그들은 서로 다른 강점을 가지고 있고, 다른 것들은 그들에게 의미가 있고, 다른 것들은 그들에게 어려운 것이고, 그들은 학습 과정 내내 다른 질문을 한다.
그레고르크의 모델의 타당성은 실험 실험에 이어 토마스 레이오와 알버트 위스웰에 의해 의문이 제기되었다. 그레고르크는 자신의 비평가들이 '과학적으로 제한적인 견해'를 갖고 있으며, '위대한 인간 도구'로만 알 수 있는 '정신'의 '신체적 요소'를 잘못 부인한다고 주장한다.

### 인지적 접근법
Anthony Grasha 와 Sheryl Riechmann은 1974년에 Grasha-Reichmann Learning Style을 공식화했다. 학생들의 태도와 학습 접근 방식을 분석하기 위해 개발되었다. 이 시험은 원래 교사들에게 대학생들을 위한 교육 계획에 접근하는 방법에 대한 통찰력을 제공하기 위해 고안되었다. 그라샤의 배경은 인지 과정과 대처 기법에 있었다. 상대적으로 판단력이 떨어지는 인지 스타일의 일부 모델과 달리 Anthony Grasha 와 Sheryl Riechmann은 적응형 스타일과 부적응형 스타일을 구분한다. 그라샤와 리흐만의 학습 스타일은 다음과 같다.
- avoidant 회피성
- participative 참여성
- competitive 경쟁성
- collaborative 협동성
- dependent 종속적
- independent 독립적

Robert Sternberg는 적성검사, 학교 성적, 교실 성적 등이 실제 능력을 파악하지 못하는 경우가 많은 이유를 설명하기 위해 자신의 저서 '생각하는 스타일'에 다양한 인지적 차원을 열거했다. 몇몇 다른 모델들도 인지 스타일을 연구할 때 종종 사용된다; 이러한 모델들 중 일부는 Sternberg가 공동 편집한 책들, 예를 들어 Perspects on Thinking, Learning, and Cognition Styles와 같은 책에 설명되어 있다.

### NASSP 모델
1980년대에는 전국중등학교장협의회(NASSP)가 태스크포스(TF)를 구성해 학습 스타일을 연구했다. 태스크 포스는 세 가지 광범위한 유형 범주(인지적, 감정적, 생리학적)와 Walter Burke Barbe와 동료의 VAK 모델에서 얻은 지각 강도와 선호도를 포함한 31개의 변수를 정의했지만, 구조, 동기 부여 유형, 하루 선호 시간 등과 같은 다른 많은 변수들도 정의했다. 그들은 학습 스타일을 "gestalt"라고 정의했다. 관련 특성의 혼합물이 아니라 그 어떤 부분보다 크다. 신경생물학, 인성, 인간발달에 기반한 내외부 연산을 복합적으로 하고 학습자 행동에 반영한다."
- 인지 스타일은 지각, 조직, 그리고 유지의 선호되는 방법이다.
- 감성적인 스타일은 학습 인격의 동기적 차원을 나타낸다. 각각의 학습자들은 개인적인 동기적 접근법을 가지고 있다.
- 생리적 스타일은 성 관련 차이, 건강과 영양, 그리고 빛, 소리, 온도 수준에 대한 선호와 같은 물리적 환경에 대한 반응을 포함한 신체 상태 또는 성향이다.

NASSP task force에 따르면, 스타일은 학습(및 교육) 과정을 설명하는 데 도움이 되는 가상의 구성물이다. 그들은 학생들의 행동을 관찰함으로써 학생 개개인의 학습 스타일을 인식할 수 있다고 주장했다. 학습은 경험에 의한 학습자 행동의 비교적 안정적인 변화를 관찰할 때에만 이루어졌다.